# Agenarich
Agenarich (en latin Agenarichus, surnommé Serapio) était un roi alaman du IVe siècle. Il est le fils de Mederich et le neveu de Chnodomar.
Le nom Agenarich est formé des mots egin (épée) et rihhi (riche, puissant) dont l'origine est pour les deux issue du vieil haut allemand.

## Biographie
L'historien romain Ammianus Marcellinus a écrit au sujet d'Agenarich:
"Il eut son nom du fait que son père Mederich s'installa pendant longtemps en Gaule, là bas il aurait été inculqué aux mystères de la Grèce antique et son fils qui s'appelait Agenarich, aurait été surnommé Serapio dont le nom vient du dieu Sarapis."
En 357, Agenarich mena avec son oncle Chnodomar une armée de guerriers alamans dans la sanglante bataille d'Argentoratum à Strasbourg contre les armées romaines sous le règne du César Julien.